# 팬텀 블러드
팬텀 블러드(Phantom Blood, ファントムブラッド)는 일본의 만화이자 아라키 히로히코 작품인 죠죠의 기묘한 모험의 1부이다. 1987년부터 주간 소년 점프를 통해 총 44화가 연재되었으며 단행본으로는 총 5권으로 구성되어 있다. 1부 이후로는 2부인 전투조류 편으로 이어진다. 이 부분은 2006년 플레이스테이션 2로 게임으로 제작되었으며 2007년 및 2012년에 애니메이션 화되어 공개되기도 하였다. 2012년 판 애니메이션에서는 1화부터 9화까지가 이 부분에 해당된다.

## 등장 인물
죠나단 죠스타
디오 브란도
죠지 죠스타 1세
다리오 브란도
대니
에리나 펜들턴
로버트 E. O. 스피드왜건
윌 A. 체펠리
포코
스트레이초
다이아
왕 첸

## 단행본 목록
| - 1. 프롤로그/침략자 디오 - 2. 새로운 친구! - 3. 사랑스러운 에리나 - 4. 질 수 없는 싸움 - 5. 화염 속 대니 - 6. 과거에서 온 편지 - 7. 아버지에게 바치는 맹세 - 8. 오거 스트리트의 싸움 |

| - 9. 가면 인체실험 - 10. 피의 갈망 - 11. 인간을 초월하다! - 12. 한 쌍의 반지 - 13. 불사의 괴물 - 14. 리빙 데드의 습격 - 15. 디오와의 청춘에 결판! - 16. 자애의 여신상 - 17. 그리운 추억의 모습 |

| - 18. 흉인凶人 잭 & 기인奇人 체펠리 - 19. 기적의 에너지 - 20. 바다 위의 참극 - 21. 저주받은 마을 - 22. 공포를 내것으로 - 23. 북풍과 바이킹 - 24. 함정으로의 초대 - 25. 피도 얼어붙는 가면 파워 - 26. 암흑의 기사들 - 27. 과거에서 온 복수귀 |

| - 28. 77휘륜의 용사 - 29. 흑기사의 결박 - 30. 영웅으로 잠들다 - 31. 기사들의 유적 - 32. 쌍두룡의 홀 - 33. 내일의 용기 - 34. 노사의 예언 - 35. 분노를 꽂아넣어라! - 36. 머나먼 나라에서 온 세 사람 - 37. 괴인 두비 |

| - 36. 썬더 크로스 스플릿 어택 - 37. 혈전! JOJO & 디오 - 38. Fire & Ice! - 39. 악귀의 최후! - 40. 폭풍으로 향하는 서곡 - 41. 망각의 저편으로 - 42. 뉴욕의 죠죠 - 43. 살아 있는 조각상 - 44. 비통한 소식 |